# Zwalista Przełęcz
Zwalista Przełęcz (słow. Sedlo pod Kupolou, niem. Szontaghscharte, węg. Szontaghrés) – przełęcz w słowackich Tatrach Wysokich, w bocznej grani odchodzącej na południowy wschód od Małej Wysokiej. Oddziela Baniastą Turnię od Zwalistej Turniczki. Stoki południowo-zachodnie opadają do Zadniej Doliny Wielickiej, północno-wschodnie do Kotliny pod Rohatką.
Na przełęcz nie wiodą żadne znakowane szlaki turystyczne. Polskie nazewnictwo przełęczy pochodzi od Zwalistej Turni, natomiast słowackie, niemieckie i węgierskie od Baniastej Turni. Nazwy niemiecka i węgierska zostały nadane na cześć Miklósa Szontagha seniora

## Historia
Pierwsze wejścia turystyczne:
- Edward Koelichen, Jan Koelichen, Franciszek Krzyształowicz, Kazimierz Przerwa-Tetmajer, Tadeusz Boy-Żeleński, Klemens Bachleda, Jan Bachleda Tajber, Józef Haziak i Jan Obrochta Tomkowy, 14 sierpnia 1892 r. – letnie,
- Stanisław Krystyn Zaremba, 8 marca 1928 r. – zimowe[3].

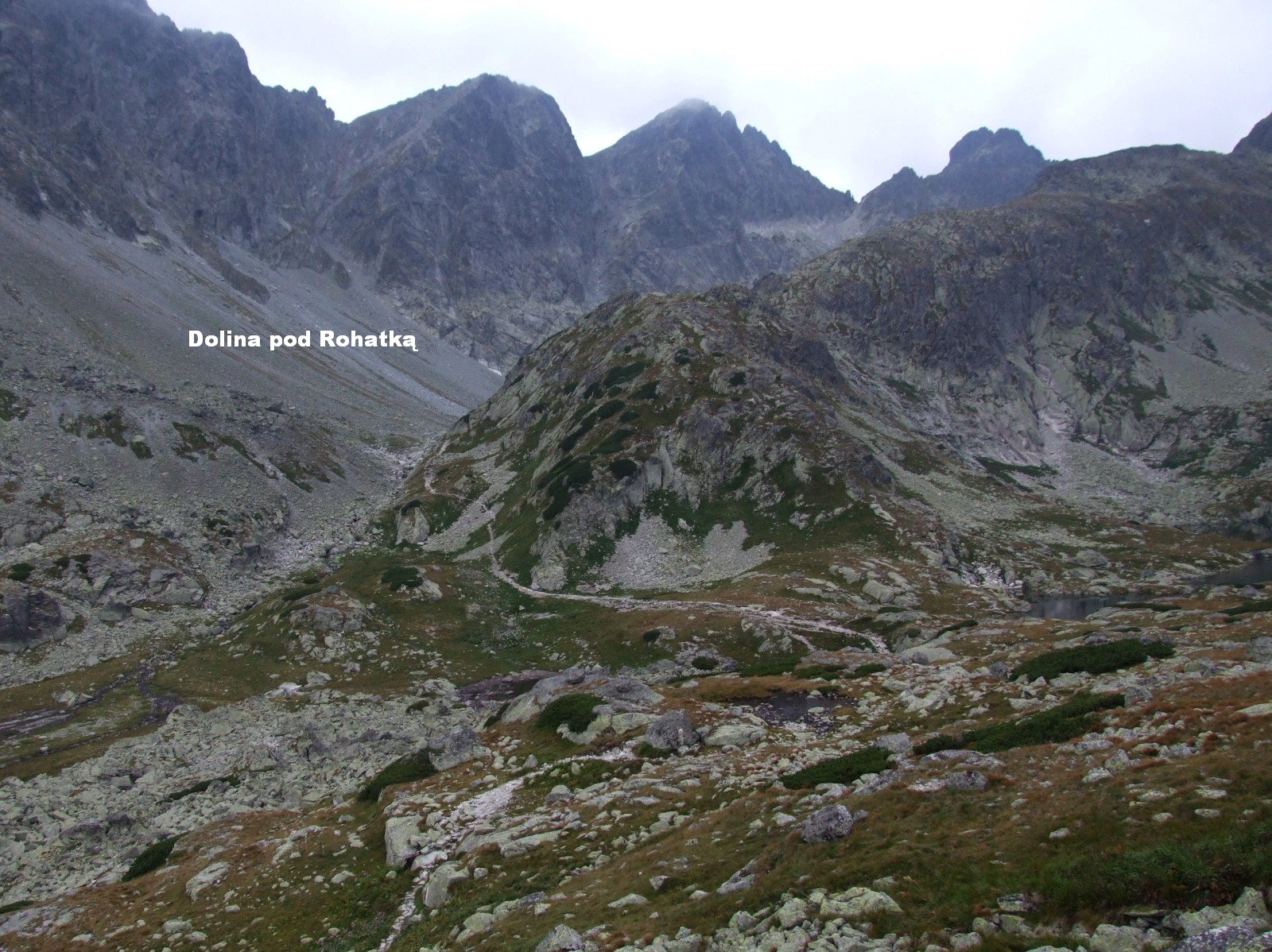
Zwalista Przełęcz widoczna jako pierwsza, najgłębsza od lewej